# Come My Way
| Оценки критиков | Оценки критиков |
| Источник        | Оценка          |
| --------------- | --------------- |
| AllMusic        | [ 1 ]           |

Come My Way — второй студийный альбом британской певицы Марианны Фейтфулл. Он был выпущен 15 апреля 1965 года на Decca Records, одновременно с альбомом Marianne Faithfull. Это стало результатом разных творческих направлений. В то время как лейбл заставил Фейтфулл записать поп-альбом, она же хотела записать альбом фолк-песен. Даже после того, как лейбл предложил альбом, содержащий оба жанра, Фейтфулл решила сделать два отдельных альбома; Marianne Faithfull в качестве поп-альбома и Come My Way в качестве фолк-альбома.
Альбом был аранжирован акустическим гитаристом Джоном Марком. Мартин Хейнс выступил в качестве звукорежиссёра. Фотографию для обложки сделал Джеред Манковиц, а за дизайн отвечал Крис О’Делл. Она была сделана в общественном доме Солсбери, в Ковент-Гардене, Лондон.

## Список композиций
| №   | Название                     | Автор(ы)                                  | Длительность |
| --- | ---------------------------- | ----------------------------------------- | ------------ |
| 1.  | «Come My Way»                | Джон Марк                                 |              |
| 2.  | «Jabberwoc»                  | Традиционная, аранжировки Джона Марка     |              |
| 3.  | «Portland Town»              | Традиционная, аранжировки Джона Марка     |              |
| 4.  | «House of the Rising Sun»    | Традиционная, аранжировки Джона Марка     |              |
| 5.  | «Spanish Is a Loving Tongue» | Традиционная, аранжировки Джона Марка     |              |
| 6.  | «Fare Thee Well»             | Традиционная, аранжировки Джона Марка     |              |
| 7.  | «Lonesome Travelers»         | Ли Хейс                                   |              |
| 8.  | «Down in the Salley Garden»  | Традиционная, аранжировки Джона Марка     |              |
| 9.  | «Mary Ann»                   | Традиционная, аранжировки Джона Марка     |              |
| 10. | «Full Fathom Five»           | Традиционная, аранжировки Джона Марка     |              |
| 11. | «Four Strong Winds»          | Иэн Тайсон                                |              |
| 12. | «Black Girl»                 | Традиционная, аранжировки Джона Марка     |              |
| 13. | «Once I Had a Sweetheart»    | Традиционная, аранжировки Джона Марка     |              |
| 14. | «Bells of Freedom»           | Традиционная, аранжировки Марка-Салливана |              |

| №   | Название                            | Автор(ы)                                  | Длительность |
| --- | ----------------------------------- | ----------------------------------------- | ------------ |
| 15. | «Blowin' in the Wind»               | Боб Дилан                                 |              |
| 16. | «Et Maintenant (What Now My Love?)» | Жильбер Беко Пьер Деланоэ                 |              |
| 17. | «That's Right Baby»                 | Майкл Фарр                                |              |
| 18. | «Sister Morphine»                   | Марианна Фейтфулл Мик Джаггер Кит Ричардс |              |

## Чарты
| Чарт (1965)                      | Высшая позиция |
| -------------------------------- | -------------- |
| Великобритания (UK Albums Chart) | 12             |